# Aleksander Zarzycki

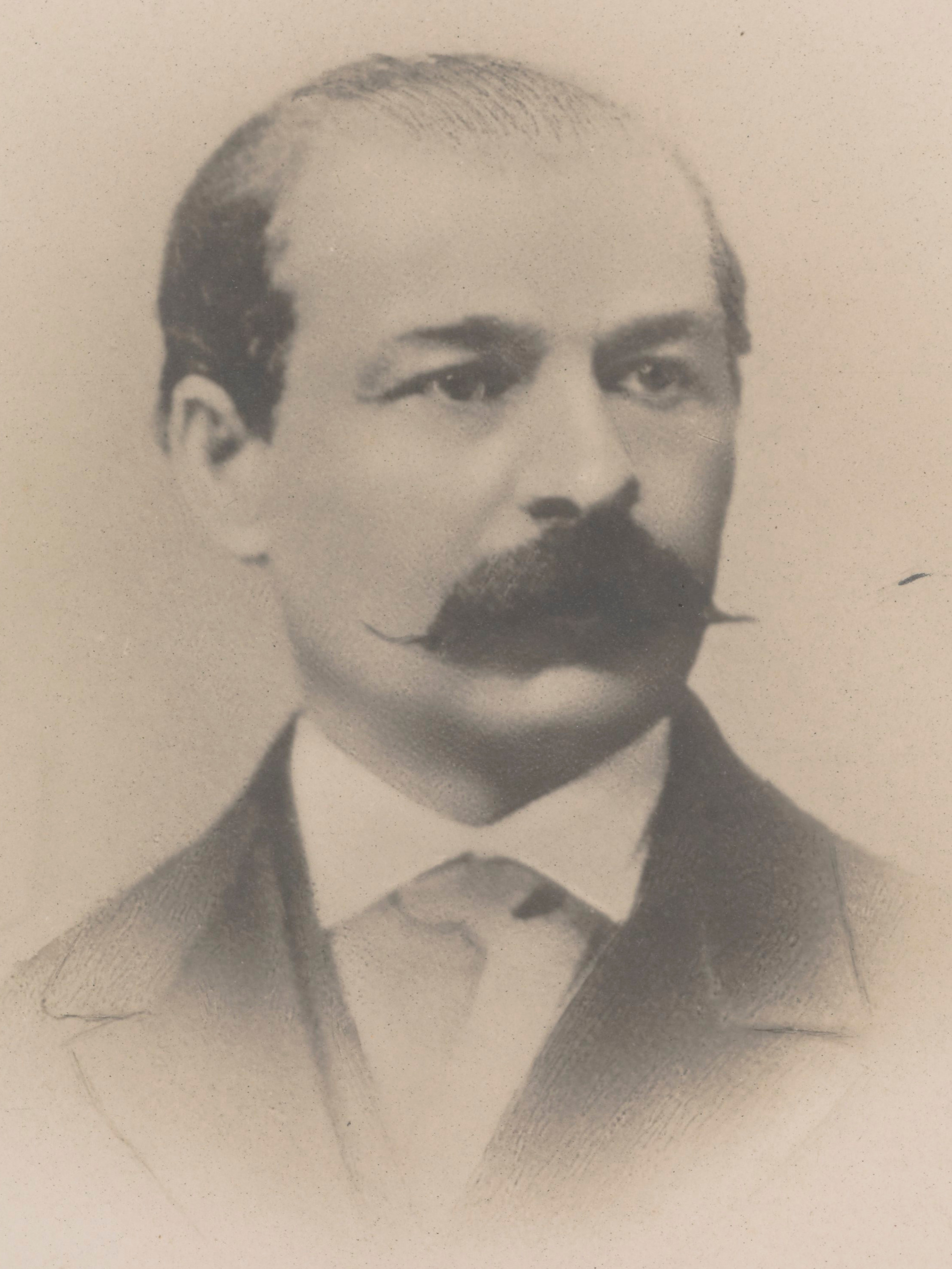
Aleksander Zarzycki

Aleksander Zarzycki (geb. 26. Februar 1834 in Lemberg; gest. 1. November 1895 in Warschau)  war ein polnischer Komponist, Pianist und Dirigent. Er schrieb Klavier- und Violinkompositionen, Mazurken, Polonaisen, Krakowiaks und Lieder. Im Jahr 1871 war er Mitbegründer und erster Direktor der Warschauer Musikgesellschaft (Warszawskie Towarzystwo Muzyczne). In den Jahren 1879–1888 war er Direktor des Warschauer Musikinstituts (Instytut Muzyczny w Warszawie). Sein Klavierkonzert As-Dur, op. 17, fand unter anderem Aufnahme in der Reihe The Romantic Piano Concerto.

## Werke (Auswahl)
- Klavierkonzert As-Dur, op. 17[4]
- Grande Polonaise Es-Dur, op. 7[5]
- Mazurka No. 1, Op. 26[6]